# Khám Lớn Cần Thơ
Khám Lớn Cần Thơ hiện nay là một di tích, tọa lạc tại số 8, đường Ngô Gia Tự, phường Tân An, quận Ninh Kiều, thành phố Cần Thơ, Việt Nam.

## Lịch sử
Năm 1876, hạt Cần Thơ được thành lập . Kể từ đó, để phục vụ cho bộ máy cai trị, thực dân Pháp đã lần lượt cho xây dựng Tòa Bố, Dinh Chánh Tham biện (dinh của quan đầu tỉnh), Tòa án, nhà tù, v.v...
Theo bảng tóm tắt di tích Khám lớn Cần Thơ do Bảo tàng Cần Thơ biên soạn, thì nhà tù ấy có tên là Prison Provinciale (có nghĩa là "nhà tù tỉnh", nhưng người ta quen gọi là Khám Lớn Cần Thơ), được xây dựng năm 1886, trên diện tích 3.762 m2, nằm kế bên khu vực dinh Tỉnh trưởng thời Pháp thuộc và thời Việt Nam Cộng hòa (nay là nơi đặt trụ sở Ủy ban Nhân dân thành phố Cần Thơ).
Sau Hiệp định Genève (1954), tỉnh Cần Thơ đặt dưới quyền kiểm soát của Việt Nam Cộng hòa, và Khám lớn Cần Thơ được đổi tên là Trung tâm Cải huấn cho đến ngày 30 tháng 4 năm 1975.

## Kiến trúc

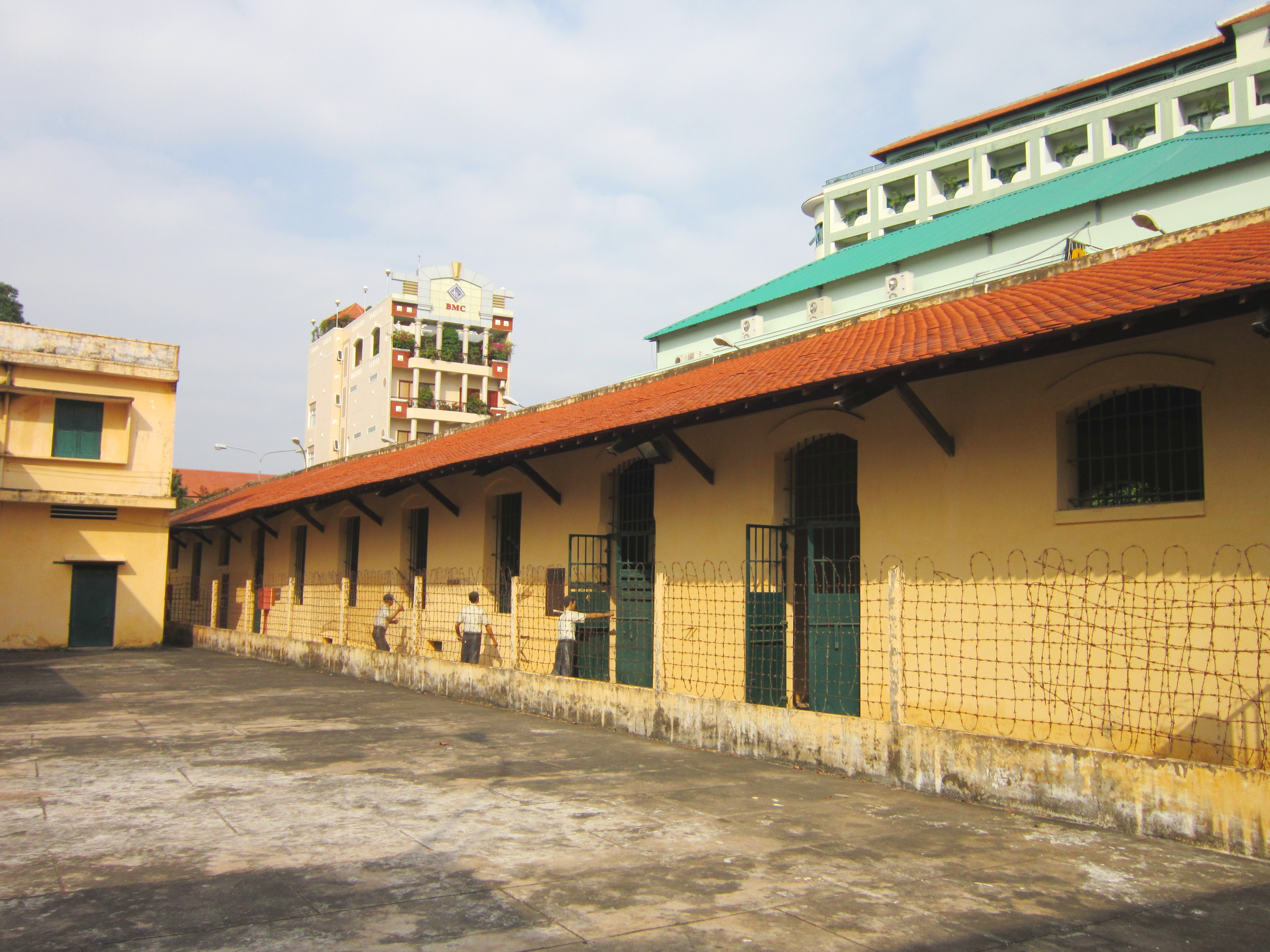
Dãy phòng giam tù nhân nam

Khám được xây dựng kiên cố, có tường dày (cao 3,6 m đến 5 m, trên tường có cắm nhiều mảnh chai nhọn) và rào sắt bao bọc, có các vọng gác để kiểm soát (cao 6 m gắn, có đèn pha chiếu sáng), và biệt lập với khu dân cư bằng hai con đường (nay là đường Ngô Gia Tự ở mặt tiền khám, và đường Bà Triệu ở bên phải khám).
Thời Việt Nam Cộng hòa, Khám lớn Cần Thơ chia thành 2 khu, với 21 phòng giam tập thể (có sức chứa khoảng 30 người, nhưng có khi giam hơn trăm) cùng nhiều xà lim nhỏ dùng để biệt giam. Từ cổng vào, khu giam tù nhân nữ ở phía trái, và khu giam tù nhân nam ở phía phải. Ngoài ra, còn có các hạng mục khác là: nhà chùa, nhà thờ, nhà bếp, nhà giám thị, nhà hướng nghiệp,...
Năm 1995, Cần Thơ xây dựng trụ sở Ủy ban Nhân dân tỉnh, nên đã lấy một phần diện tích của khám lớn. Do vậy, khu trại giam giữ nữ tù, một số xà lim, khu phòng ở của giám thị không còn nữa (sau đó, một số đã được phục dựng trên phần diện tích còn lại). Diện tích được bảo tồn hiện nay là 2.046 m2.

## Nơi giam giữ

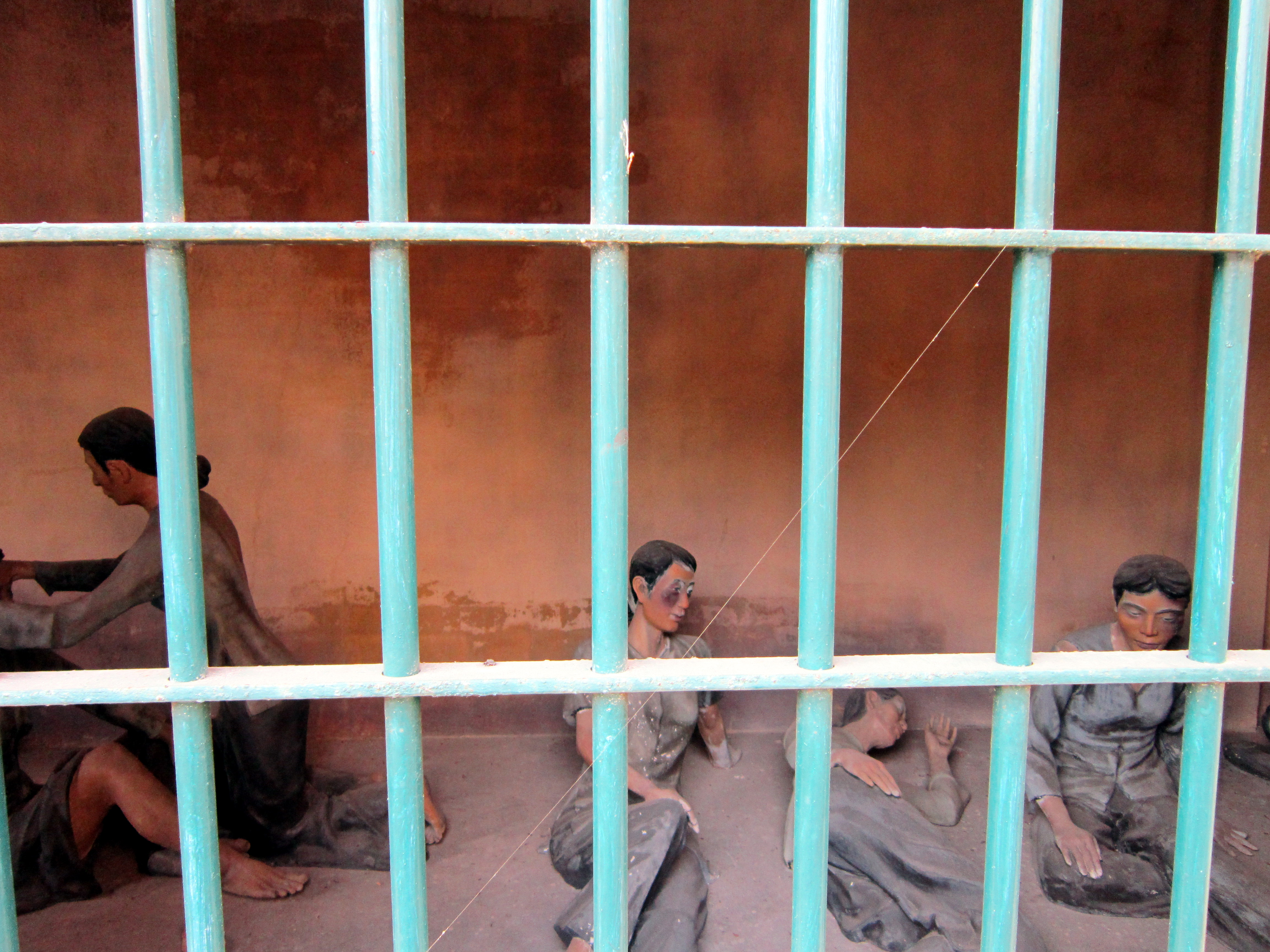
Mô phỏng cảnh tù nhân nữ bị giam cầm

Thời Pháp thuộc, nơi đây từng giam giữ các chiến sĩ cách mạng ở tỉnh Cần Thơ, Sóc Trăng, Bạc Liêu, Cà Mau... Trong số ấy có những người rất trẻ như Trần Đóng (14 tuổi), Nguyễn Ngọc Trai (16 tuổi); và những cán bộ cao cấp như Lê Văn Nhung (tức Lý Hồng Thanh, Bí thư Tỉnh Ủy Cần Thơ năm 1940), Ngô Hữu Hạnh (tức Ngô Văn Khoẻ, Thường vụ Tỉnh Ủy Cần Thơ năm 1940), Quản Trọng Hoàng (Bí thư Tỉnh Ủy Cần Thơ bị bắt giam cuối năm 1939 , v.v...
Ngay trước cổng Khám lớn Cần Thơ, ngày 4 tháng 6 năm 1941, lúc 9 giờ 30 phút sáng, quân Pháp đã xử bắn ông Lê Văn Nhung và Ngô Hữu Hạnh .
Bên cạnh một số khu nhà cũ còn tồn tại, nơi đây cũng còn lưu giữ được một số các dụng cụ tra tấn, các hiện vật do tù nhân làm ra, cùng một số tranh ảnh, tư liệu quý...

## Di tích cấp Quốc gia
Ngày 28 tháng 6 năm 1996, Bộ Văn Hóa-Thông tin đã ký Quyết định số 1460/QĐ-VH xếp hạng khu nhà tù ấy là Di tích Lịch sử-Văn hóa cấp quốc gia .

## Ảnh

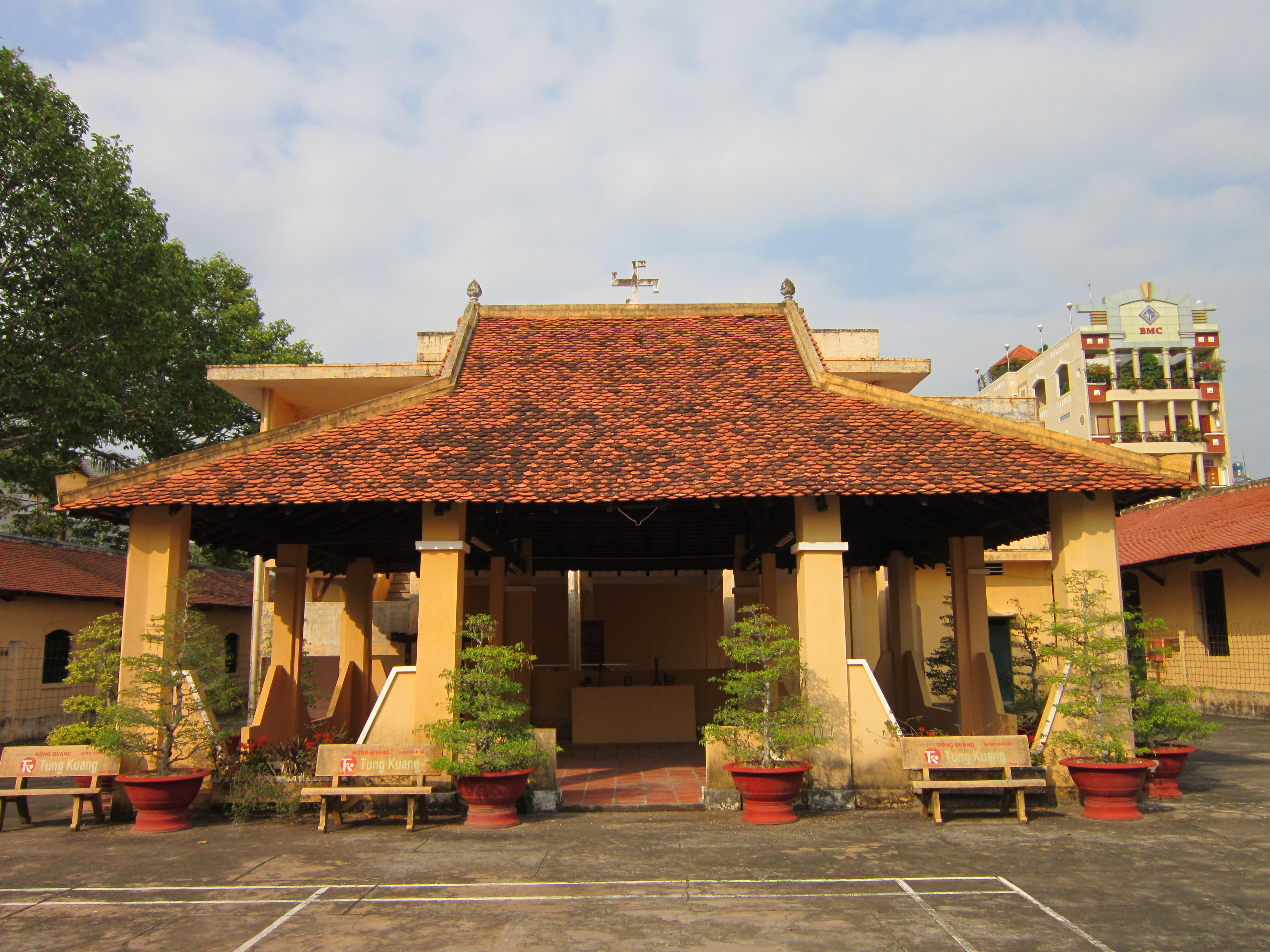
Một ngôi chùa nhỏ đơn sơ ở giữa sân [13].
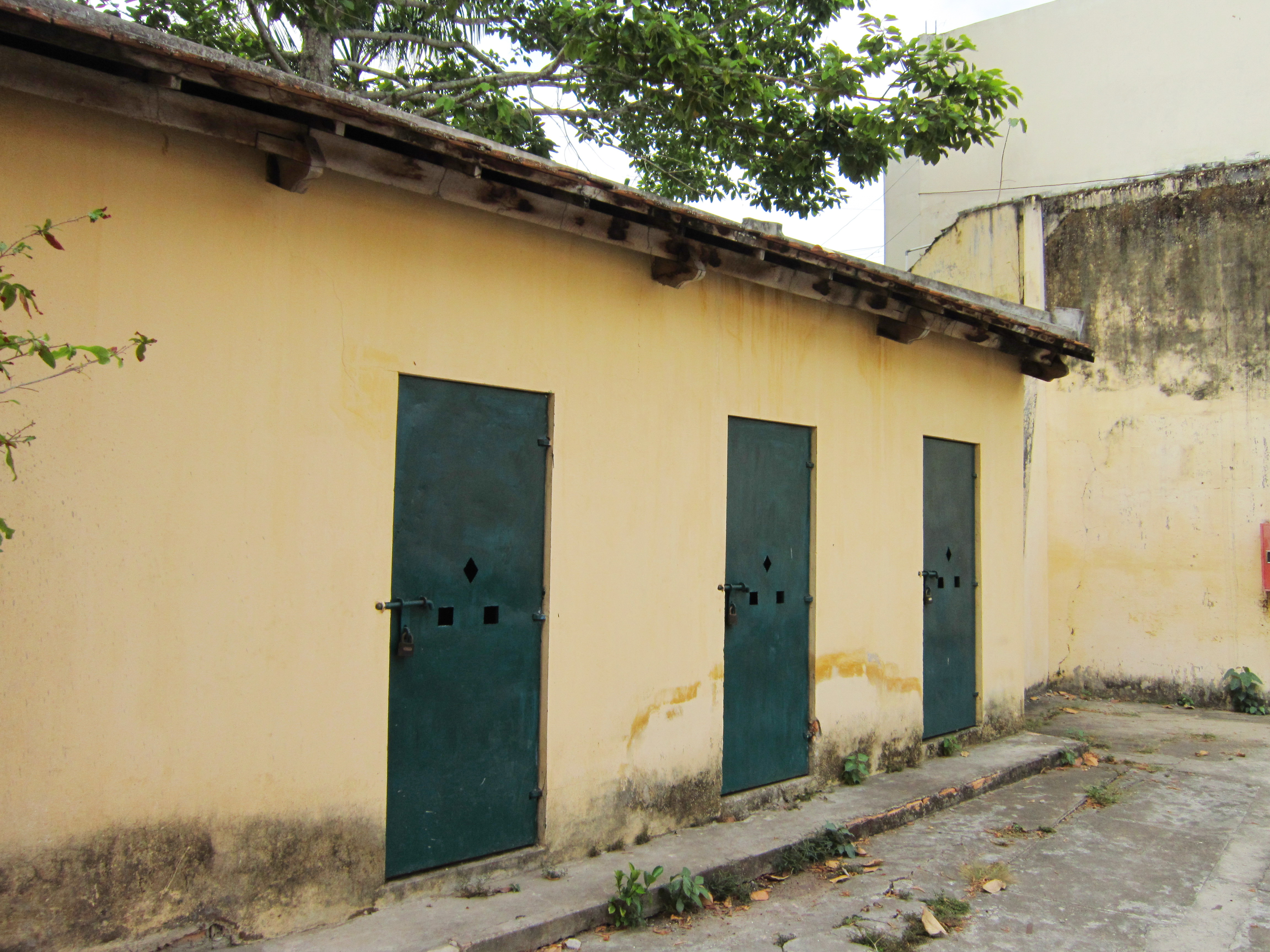
Khu biệt giam.
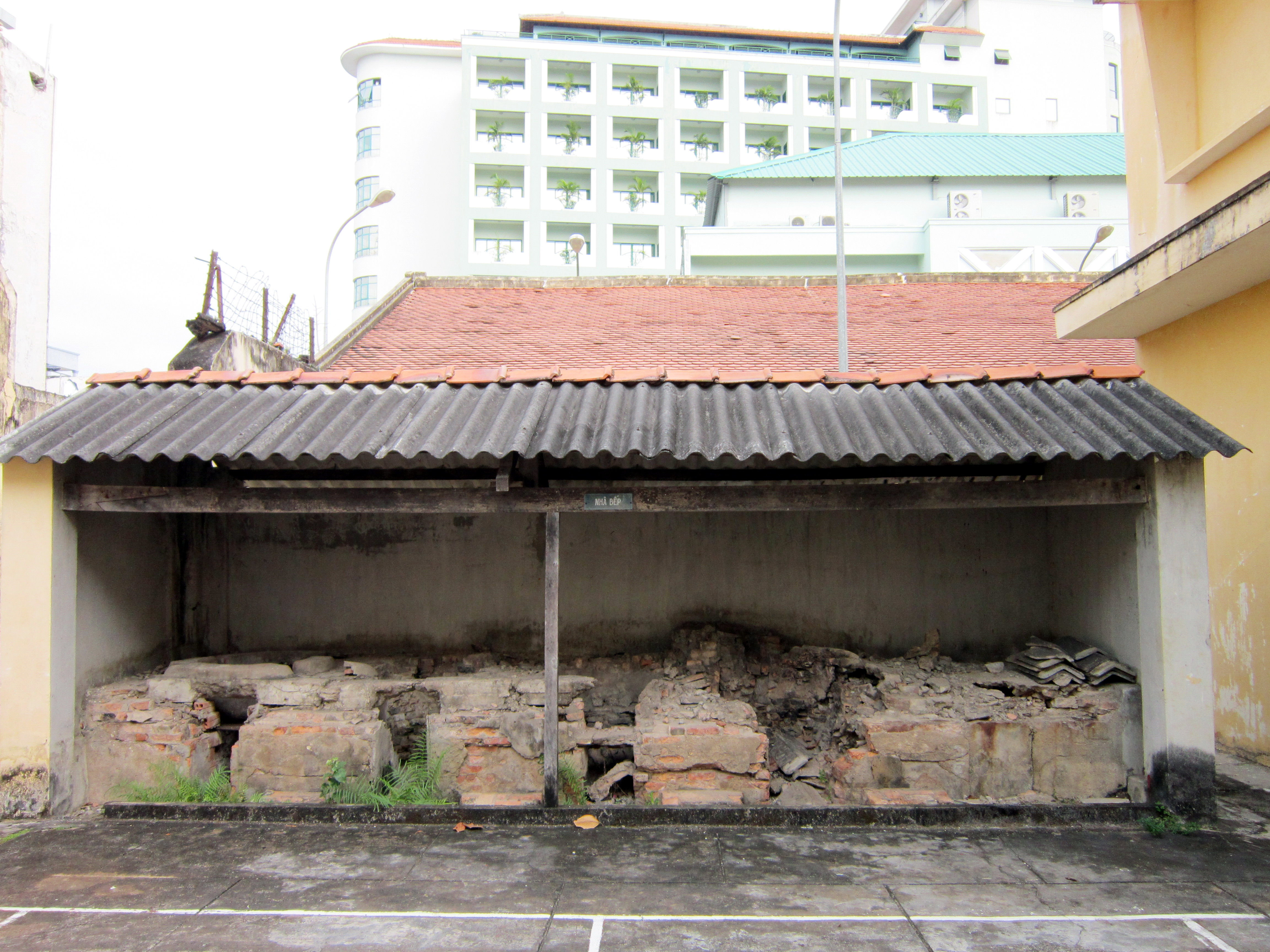
Nhà bếp.
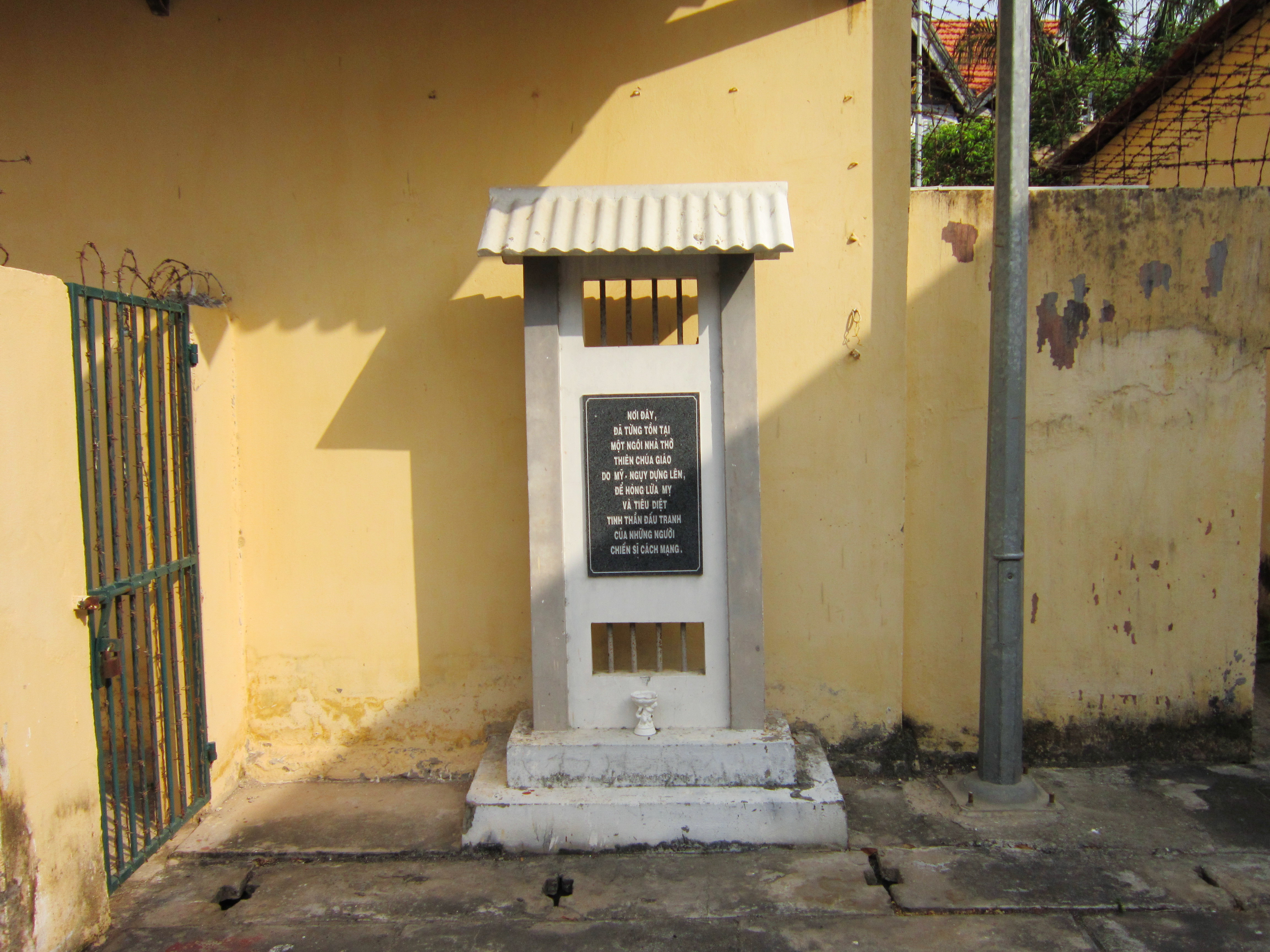
Bia ghi dấu nơi nhà thờ từng tọa lạc[14].
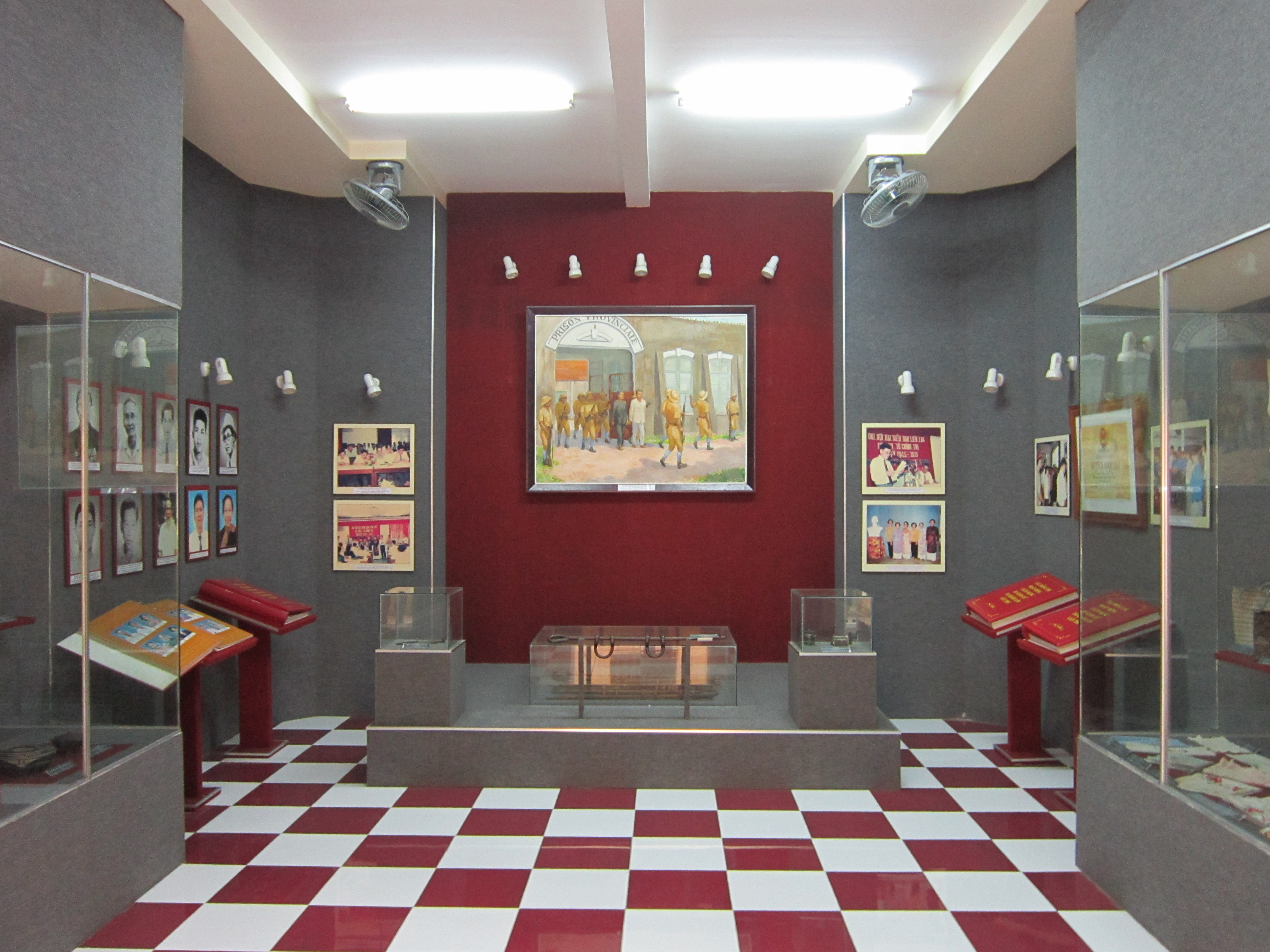
Trong nhà trưng bày các hiện vật.